# Idioma proto-torresbanks
Proto-torresbanks (abreviado PTB) es el ancestro reconstruido de las diecisiete lenguas de las islas Torres y Banks de Vanuatu. Como todas las lenguas indígenas de Vanuatu, pertenece a la rama oceánica de las lenguas austronesias.

## Descendientes
Proto-torresbanks es el ancestro compartido de las siguientes idiomas modernos: Hiw, Lo-Toga, Lehali, Löyöp, Volow, Mwotlap, Lemerig, Vera'a, Vurës, Mwesen, Mota, Nume, Dorig, Koro, Olrat, Lakon, y Mwerlap.

## Reconstrucción
Los Proto-torresbanks, reconstruidos con el método comparativo a partir de las lenguas hijas atestiguadas, representaban evidentemente una cadena temprana y mutuamente inteligible de dialectos oceánicos en la parte norte de Vanuatu, como lo demuestra el patrón de pérdida y retención del proto-oceánico. fonema *R , que se fusionó con *r en la historia temprana de la cadena de dialectos del centro-norte de Vanuatu. Por lo tanto, no es una protolengua "verdadera" en el sentido de una lengua indiferenciada ancestral de todas las lenguas Torres-Banks , sino más bien una parte del vínculo temprano entre el norte y el centro de Vanuatu con alguna variación dialectal entre diferentes grupos de islas, antes de que finalmente desintegrados en lenguajes mutuamente ininteligibles.
El lingüista A. François ha propuesto elementos de la protolengua: vocales y consonantes, pronombres personales, sistema espacial, vocabulario.

## Fonológia

### Inventario fonético
El Proto-torresbanks tenía 5 vocales fonemas vocalicos, /i e a o u/,  y 16 consonantes:
|              | Anterior | Posterior |
| ------------ | -------- | --------- |
| Cerradas     | *i       | *u        |
| Semicerradas | *e       | *o        |
| Abiertas     | *a       | *a        |
|              |                | Labiovelares | Bilabiales | Alveolares | Dorsales |
| ------------ | -------------- | ------------ | ---------- | ---------- | -------- |
| Oclusivas    | Prenasalizadas | *ᵐbʷ         | *ᵐb        | *ⁿd        | *ᵑg      |
| Oclusivas    | Sordas         |              |            | *t         |          |
| Nasales      | Nasales        | *mʷ          | *m         | *n         | *ŋ       |
| Fricativas   | Fricativas     |              | *β ⟨v⟩     | *s         | *ɣ       |
| Aproximantes | Aproximantes   | *w           |            | *l, *r     | *j       |
Tras la pérdida de las consonantes POc finales, la estructura de la sílaba en Proto-torresbanks eran sílabas abiertas, es decir (C)V con consonante opcional: e.g. POc *matiruʀ "dormir" > PTB *matiru; POc *laŋit "cielo" > PTB *laŋi "viento". Ninguna lengua descendiente conserva hoy esta situación, pero aún se puede encontrar en otros idiomas afines como el Gela y el Uneapa.
El estrés recae en la penúltima sílaba. Debido a la pérdida generalizada de vocales finales, las lenguas descendientes suelen tener acento en la sílaba final. Vera'a y Mota han perdido el estrés por completo.

### Evolución de vocales
En todas las lenguas descendientes, excepto Mota, se produjo una hibridación vocal (una forma de metafonía), en algún momento de los últimos 1000 años. Más tarde, se llevó a cabo un proceso de eliminación de vocales mediante el cual se eliminó una de cada dos vocales, al no estar acentuadas. Esto resultó en un aumento en el número de fonemas vocalicos, un proceso conocido como transfonologización.
En Mota, sólo se eliminaron las vocales altas, algo evidente incluso en los registros más antiguos: por ejemplo, *tolu "tres" > /tol/. En la década de 1880, Codrington informó de casos en qué los hablantes de Mota habían conservado vocales altas (por ejemplo, /siwo/ "abajo"; /tolu/ "tres"), que desde entonces han desaparecido del Mota actual (por ejemplo, /swo/; /tol
En Hiw, Lo-Toga y Vera'a, la vocal final se mantuvo como schwa cuando originalmente era más baja que la acentuada: por ejemplo, POc *ikan "pez" > ptb *íɣa > hiw  /ɪɣə/, ltg  /iɣə/. En Vera'a, la schwa se convirtió en una vocal de eco, por ejemplo, POc *pulan "luna" > ptb *βula > *βulə > vra  /fulʊ/; esa vocal final en Vera'a puede desaparecer en la posición medial de la frase, dando la forma /ful/ para 'luna'.

## Cambios de sonido regulares de Proto-oceánico
Los cambios de sonido históricos que tuvieron lugar del Proto-oceánico (POc) a Proto-torresbanks (PTB) fueron intrincados, pero en gran medida regulares. Algunos han sido reconstruidos explícitamente, ya sea en vocales o en consonantes; otros están implícitos en listas publicadas de reconstrucciones léxicas PTB.
Los cambios generalizados de sonidos fonológicos incluyen:
- La pérdida de todas las consonantes POc finales, como POc *manuk "pájaro" > PTB *manu.  Este cambio de sonido dio como resultado que el idioma solo tuviera sílabas abiertas.[9]
- La labialización de POc *p, *ᵐb y *m antes de *o o *u, lo que resulta en PTB *w (< *βʷ), *ᵐbʷ y *mʷ (especialmente en las lenguas del norte de Torres-Banks).